# Raffaello (opera)
Raffaello. Scena musicale dell'epoca del Rinascimento, Op. 37, in russo Рафаэль. Музыкальная сцены из эпохи Возрождения?, è un'opera in un atto di Anton Stepanovič Arenskij, su libretto di A. A. Krjukov, tradotto in italiano da L. Egidi.

## Storia della composizione
L'opera fu composta nel 1894 in occasione del primo Congresso degli artisti russi e venne dedicata alla Società degli amanti dell'arte di Mosca, che l'aveva commissionata ad Arenskij. Fu eseguita per la prima volta in lingua italiana il 26 aprile 1894 al conservatorio di Mosca. 

## Trama
L'azione si svolge al principio del secolo XVI in Roma.
Nella bottega di Raffaello, gli studenti salutano il maestro, mentre stanno per andare a divertirsi al carnevale. Rimasto solo, Raffaello riflette sul suo destino: il cardinal Bibbiena, suo protettore, gli ha proposto di sposare sua nipote, ma Raffaello ama un'altra, la Fornarina, una sua modella di umili origini, che entra in scena. Ispirato, l'artista prende il pennello. Dalla strada si sentono i rumori di una folla allegra; qualcuno canta una canzone d'amore. Interrompendo il lavoro, Raffaello abbraccia la sua amata. All'improvviso entra il cardinal Bibbiena, che accusa l'artista di aver oltraggiato la sua promessa sposa e di aver commesso un sacrilegio, avendo ritratto la peccatrice Fornarina come la Madonna. L'artista ribatte con coraggio: il cardinale non può uccidere il suo amore! Con grande rabbia, il cardinale chiama a raccolta il popolo per mostrare lo "schiavo del peccato". La bottega si riempie di cittadini in festa che si inchinano davanti al bellissimo dipinto, glorificando il genio del suo creatore. 